# انتقام (فیلم ۱۹۷۰)
انتقام (انگلیسی: Vengeance) فیلمی در ژانر اکشن و رزمی به کارگردانی چانگ چه است که در سال ۱۹۷۰ منتشر شد. از بازیگران آن می‌توان به تی لونگ و کو فنگ اشاره کرد.